# Байи, Балаж
Балаж Байи (венг. Baji Balázs; род. 9 июня 1989, Бекешчаба, Венгрия) — венгерский легкоатлет, специализирующийся в барьерном беге. Серебряный призёр чемпионата Европы 2016 года. Многократный чемпион Венгрии. Участник летних Олимпийских игр 2012 и 2016 годов.

## Биография
Прежде, чем оказаться в лёгкой атлетике, успел попробовать свои силы в футболе, баскетболе, плавании и стрельбе из лука. Попав к тренеру Яношу Медоварски, довольно быстро он стал одним из лидеров национальной сборной в беге на 110 метров с барьерами.
В 2008 году вышел в финал юниорского чемпионата мира, где финишировал седьмым с лучшим результатом в карьере (13,60).
Выиграл серебряную медаль на молодёжном первенстве Европы 2011 года, уступив всего 0,02 секунды россиянину Сергею Шубенкову. В том же сезоне стал шестым в финале Универсиады.
Отобрался на Олимпийские игры 2012 года. В Лондоне ему не удалось преодолеть стадию предварительных забегов и выйти в полуфинал.
Занял четвёртое место на чемпионате Европы в помещении в 2013 году, повторив свой же рекорд Венгрии. В шаге от медалей оказался год спустя на летнем чемпионате Европы, где на финише ему помеху создал Димитри Баску, выбежавший на дорожку Байи. Француз был дисквалифицирован, но Балажу это позволило только подняться с пятого на четвёртое место.
На чемпионате мира в помещении 2016 года стал шестым на дистанции 60 метров с барьерами. В июле установил новый национальный рекорд в финале чемпионата Европы (13,28) и завоевал серебряную медаль.
На Олимпийских играх в Рио-де-Жанейро дошёл до полуфинала, где показал 15-е общее время и не пробился в решающий забег.
В 2016 году Федерацией лёгкой атлетики Венгрии был признан лучшим легкоатлетом страны.
Учится на ветеринара в Университете ветеринарной медицины в Будапеште.

## Основные результаты
| Год  | Турнир                          | Место проведения         | Дисциплина | Место       | Результат     |
| ---- | ------------------------------- | ------------------------ | ---------- | ----------- | ------------- |
| 2007 | Чемпионат Европы среди юниоров  | Хенгело, Нидерланды      | 110 м с/б  | 10-е (1/2)  | 13,80 (99 см) |
| 2008 | Чемпионат мира среди юниоров    | Быдгощ, Польша           | 110 м с/б  | 7-е         | 13,60 (99 см) |
| 2009 | Чемпионат Европы в помещении    | Турин, Италия            | 60 м с/б   | 20-е (заб.) | 7,94          |
| 2009 | Чемпионат Европы среди молодёжи | Каунас, Литва            | 110 м с/б  | 14-е (заб.) | 13,96         |
| 2010 | Чемпионат Европы                | Барселона, Испания       | 110 м с/б  | 25-е (заб.) | 14,01         |
| 2011 | Чемпионат Европы в помещении    | Париж, Франция           | 60 м с/б   | 12-е (заб.) | 7,77          |
| 2011 | Чемпионат Европы среди молодёжи | Острава, Чехия           | 110 м с/б  | 2-е         | 13,58         |
| 2011 | Универсиада                     | Шэньчжэнь, Китай         | 110 м с/б  | 6-е         | 13,71         |
| 2011 | Чемпионат мира                  | Тэгу, Южная Корея        | 110 м с/б  | 30-е (заб.) | 14,06         |
| 2012 | Чемпионат мира в помещении      | Стамбул, Турция          | 60 м с/б   | 12-е (1/2)  | 7,76          |
| 2012 | Чемпионат Европы                | Хельсинки, Финляндия     | 110 м с/б  | 17-е (1/2)  | 13,68         |
| 2012 | Олимпийские игры                | Лондон, Великобритания   | 110 м с/б  | 33-е (заб.) | 13,76         |
| 2013 | Чемпионат Европы в помещении    | Гётеборг, Швеция         | 60 м с/б   | 4-е         | 7,56          |
| 2013 | Чемпионат мира                  | Москва, Россия           | 110 м с/б  | 12-е (1/2)  | 13,49         |
| 2014 | Чемпионат мира в помещении      | Сопот, Польша            | 60 м с/б   | 10-е (1/2)  | 7,63          |
| 2014 | Чемпионат Европы                | Цюрих, Швейцария         | 110 м с/б  | 4-е         | 13,29         |
| 2015 | Чемпионат Европы в помещении    | Прага, Чехия             | 60 м с/б   | 7-е         | 7,65          |
| 2015 | Чемпионат мира                  | Пекин, Китай             | 110 м с/б  | 19-е (1/2)  | 13,51         |
| 2016 | Чемпионат мира в помещении      | Портленд, США            | 60 м с/б   | 6-е         | 7,65          |
| 2016 | Чемпионат Европы                | Амстердам, Нидерланды    | 110 м с/б  | 2-е         | 13,28         |
| 2016 | Олимпийские игры                | Рио-де-Жанейро, Бразилия | 110 м с/б  | 15-е (1/2)  | 13,52         |